# Gypona rostella
Gypona rostella är en insektsart som beskrevs av Delong 1980. Gypona rostella ingår i släktet Gypona och familjen dvärgstritar. Inga underarter finns listade i Catalogue of Life.